# Береговая артиллерия ВМФ СССР
Береговая артиллерия ВМФ СССР — являлась родом сил Военно-морского флота ВС Союза ССР, предназначалась для обороны военно-морских баз и других объектов, расположенных на побережье, от нападений противника с моря и суши, а также для содействия кораблям и сухопутным войскам, действующим в прибрежном районе. 
Развитие береговой артиллерии за годы Советской власти превратило её из пассивного средства обороны в средство активной борьбы в условиях наступательных действий советских вооружённых сил.

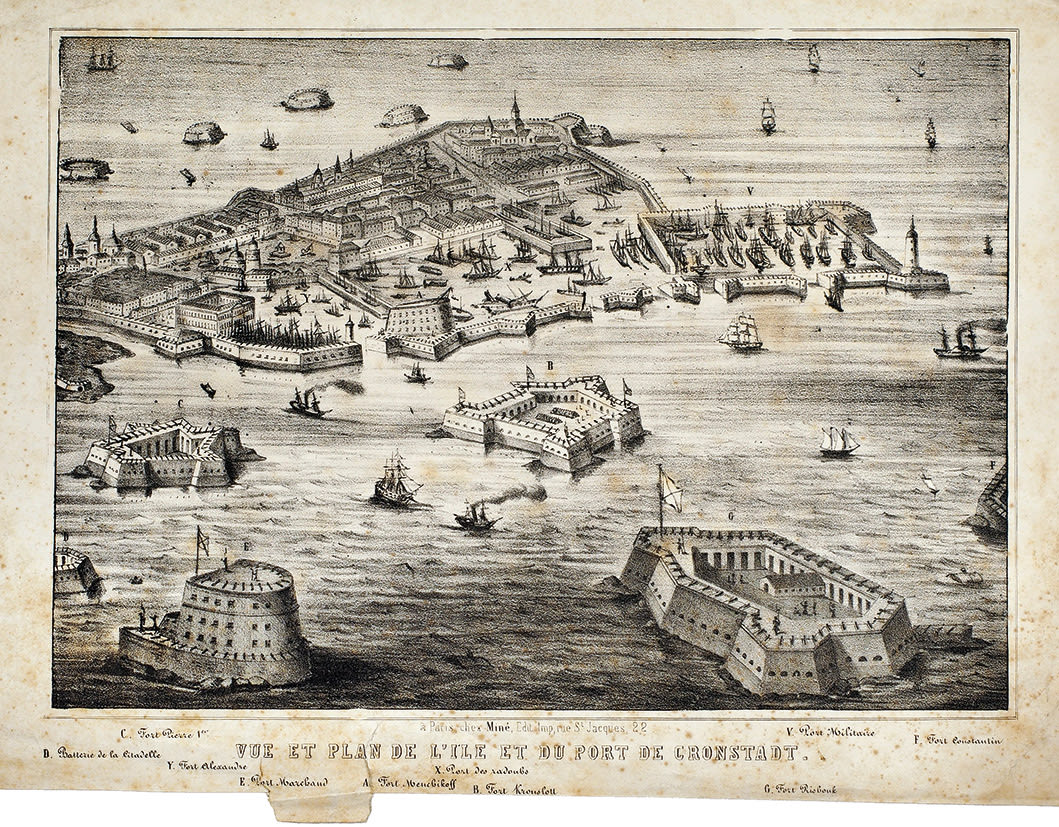
Береговая артиллерия на гравюре Кронштадт, 1854 год.

## История
История советской береговой артиллерии имеет многовековую историю, неразрывно связанную с борьбой русского народа за сохранение своей независимости, с защитой территории и морского побережья от чужеземных захватчиков. Её предшественницей была русская артиллерия приморских крепостей, которая более 500 лет являлась одним из основных средств обороны побережья и играла важную роль в боевых действиях флота и армии, развёртывавшихся в прибрежных районах. Русская береговая артиллерия вписала немало славных страниц в боевую летопись Российской Империи: героическая оборона Свеаборга Кронштадта, Севастополя, Петропавловска-Камчатского, Порт-Артура.
В ходе первой мировой войны 1914—1918 годов значительно возросла роль береговой артиллерии при ведении боевых действий в прибрежных районах. Обстановка на фронтах, сложившаяся в самом начале войны, заставила русское командование усилить оборону морских рубежей. Впервые в истории морского искусства русским командованием в Финском заливе была создана глубокая оборона, состоявшая из минных заграждений и береговых батарей. В ходе войны германский флот, имевший абсолютное численное превосходство, не смог прорвать русские минно-артиллерийские позиции.

## Период 1918—1920 годов
В период гражданской войны и иностранной военной интервенции, береговая артиллерия Балтийского, Черноморского и Азовского морей обороняла отдельные приморские пункты от обстрела их кораблями противника и оказывала огневую поддержку сухопутным войскам. В этот период одним из наиболее распространённых способов защиты морских берегов были минно-артиллерийские позиции.

## Период 1920—1941 годов
После окончания гражданской войны тяжёлое экономическое положение Советской республики препятствовало серьёзному обновлению материальной части, длительному капитальному ремонту и строительству новых береговых батарей. Береговые батареи на севере и Тихом океане были уничтожены англо-американскими интервентами; в Севастополе, Керчи, Батуми все береговые батареи были уничтожены интервентами, и для их восстановления требовались большие капитальные работы. На вооружении воссозданных в ходе гражданской войны береговых батарей в восточной части побережья Чёрного моря и на всём побережье Азовского моря находились орудия устаревших образцов с малой скорострельностью и дальнобойностью. В лучшем состоянии была артиллерийская оборона восточной части Финского залива, где на фортах Кронштадта, Передовом и Краснофлотском, стояли мощные береговые орудия новейших образцов.
Постановлением РВС СССР № 334 от 18 апреля 1931 года за подписью К. Е. Ворошилова было организовано специальное Военно-Морское училище Береговой Обороны ВМС РККА в городе Севастополе. Начальником и одновременно комиссаром был назначен Семен Михайлович Райцен. Летом 1931 года состоялся первый набор курсантов из числа краснофлотцев Черноморского и Балтийского флотов, Днепровской флотилии, а также коммунистов и комсомольцев из среды рабочей и колхозной молодежи.
В годы первой пятилетки (1928—1932 годы) советская промышленность освоила производство новых образцов тяжёлых орудий и береговая артиллерия была воссоздана на всех морях СССР. В системе береговой артиллерии появились первые железнодорожные артиллерийские орудия.
В 1925—1926 годах береговая артиллерия вошла в состав Военно-Морского Флота СССР и стала родом его сил.
За годы второй (1933—1937 годы) и третьей (1938—1941 годы) пятилеток артиллерия пополнилась большим количеством первоклассной по тому времени боевой техники. Береговые батареи получили новые приборы управления стрельбой, дальномеры, средства разведки и связи, были разработаны современные правила стрельбы по морским целям.
К 1940 году была завершена установка артиллерийских орудий на 61 батареях из 222 орудий калибром 45—305-мм, которые организационно входили в состав Кронштадтского и Гогландского укреплённых секторов обороны, прикрывающие непосредственные подступы к Ленинграду со стороны моря.
В ходе советско-финской войны 9 стационарных береговых батарей Северного укрепрайона Кронштадта с 30 ноября по 9 декабря 1939 года вела интенсивный огонь по целям в пределах досягаемости, помогая стрелковым частям РККА прорывать финскую оборону. Затем на сухопутный фронт были направлены 3 железнодорожные батареи КБФ, участвовавшие в боях до последнего дня войны.
В феврале 1940 года было принято решение о формировании Одесской военно-морской базы Черноморского флота, на основе Северо-Западного укреплённого района, она включала в свой состав всю его береговую артиллерию. План обороны Одессы был ориентирован прежде всего на оборону с моря. При этом важная роль отводилась береговой артиллерии, которая защищала побережье от различных действий флота противника, и в первую очередь от обстрела надводными кораблями и высадки десантов. При этом инженерная подготовка сухопутных оборонительных направлений совершенно не велась. Все мероприятия, проводимые в мирное время, не учитывали угрозы занятия базы с суши. Оборонительные сооружения на сухопутном фронте были созданы уже в ходе войны в очень тяжёлых и сложных условиях.
С середины 1940 года развернулось большое строительство береговых батарей на Моонзундских островах, в районе Таллина и Либавы, что определялось важным значением их в общей системе обороны Финского залива. В этих районах, в частности на островах Эзель (Сарема), Даго (Хиума), Осмуссар (Оденсхольм), Найссар, Гогланд, предполагалось установить 96 артиллерийских орудий крупного и среднего калибра; из них 4 — 406-мм, 12 — 305-мм, 32 — 180-мм, 20 — 152-мм и 28 — 130-мм. В течение года, была создана значительная по силе система артиллерийской обороны на Моонзундских островах, в Ирбенском проливе и в районе Таллина.
В 1940 году сразу же после воссоединения Бессарабии с СССР, была сформирована Дунайская флотилия в составе Черноморского флота, операционная зона которой простиралась более чем на 120 км — от устья реки до порта Рени. К началу Великой Отечественной войны на побережье в районах Галаца, Исакчи, Измаильского Чатала и Периправы были установлены береговые батареи Дунайского сектора береговой обороны, организационно входившего в состав Дунайской флотилии. Сектор имел в своём составе две стационарные батареи и пять батарей на механической тяге, 23 орудия калибром от 45 до 152-мм. Береговые батареи располагались: № 752 (152-мм подвижная) — в Измаиле, № 724 (152-мм подвижная) — в селении Джуржулешты, № 717 (130-мм стационарная) — в селении Жебрияны, № 65 (45-мм противокатерная) — в г. Новая Килия, № 7 (75-мм стационарная) в г. Вилково.
В 1941 году артиллерийская оборона военно-морских баз и отдельных участков побережья СССР на Черноморском театре военных действий находилась в удовлетворительном состоянии. Планы обороны черноморских военно-морских баз строились с учётом опыта первой мировой войны и предусматривали недопущение обстрела побережья баз кораблями противника, постановки мин на фарватерах и прорыва в базу лёгких сил противника для атаки кораблей, стоящих на внутреннем рейде.
К началу Великой Отечественной войны, Береговая артиллерия Черноморского флота без учёта орудий калибром менее 100-мм, имела в своём составе: 2 батареи (8 — 305-мм), 5 батарей (18 — 203-мм), 4 батареи (14 — 180-мм), 10 батарей (35 — 152-мм), 6 батарей (18 — 130-мм), 1 батарея (4 — 100-мм). Эти батареи находились в составе военно-морских баз Главной (Севастополь), Одесской, Новороссийской, а также Дунайского, Очаковского и Керченского укреплённых секторов береговой обороны. В Одессе имелось 6 стационарных береговых батарей (всего 23 орудия калибром от 45 до 203-мм) и 6 подвижных береговых батарей (21 орудие калибром от 45 до 152-мм), которые были сведены в 3 артиллерийских дивизиона.
В целом, к началу Великой Отечественной войны береговая артиллерия Черноморского флота имела хорошую боевую подготовку и могла эффективно поражать морские и наземные цели. Однако стрельбы по невидимой цели с корректировкой авиации были отработаны слабо. Несмотря на отдельные недостатки, береговая артиллерия ЧФ к началу ВОВ в основном была подготовлена к борьбе с морскими силами противника на подходах к базам, а также к противодесантной и противокатерной обороне.
В 1941 году Береговая артиллерия Северного флота в основном была установлена в двух районах: на подходах к Кольскому заливу (мыс Сеть-Наволок, остров Кильдин, берега Кольского залива к северу от Полярного); в горле Белого моря; на западном побережье полуостровов Средний и Рыбачий;